# Leptogenys
Leptogenys é um gênero de insetos, pertencente a família Formicidae.

## Espécies
- Leptogenys acutangula
- Leptogenys acutirostris
- Leptogenys adlerzi
- Leptogenys alluaudi
- Leptogenys amazonica
- Leptogenys ambigua
- Leptogenys amon
- Leptogenys anacleti
- Leptogenys angusta
- Leptogenys angustinoda
- Leptogenys anitae
- Leptogenys ankhesa
- Leptogenys antillana
- Leptogenys antongilensis
- Leptogenys arcirostris
- Leptogenys arcuata
- Leptogenys arnoldi
- Leptogenys aspera
- Leptogenys assamensis
- Leptogenys attenuata
- Leptogenys australis
- Leptogenys bellii
- Leptogenys bidentata
- Leptogenys binghamii
- Leptogenys birmana
- Leptogenys bituberculata
- Leptogenys bohlsi
- Leptogenys borneensis
- Leptogenys breviceps
- Leptogenys bubastis
- Leptogenys buyssoni
- Leptogenys caeciliae
- Leptogenys camerunensis
- Leptogenys carinata
- Leptogenys castanea
- Leptogenys centralis
- Leptogenys chalybaea
- Leptogenys chelifer
- Leptogenys chelifera
- Leptogenys chinensis
- Leptogenys clarki
- Leptogenys coerulescens
- Leptogenys confucii
- Leptogenys conigera
- Leptogenys conradti
- Leptogenys consanguinea
- Leptogenys crassicornis
- Leptogenys crassinoda
- Leptogenys crudelis
- Leptogenys crustosa
- Leptogenys cryptica
- Leptogenys dalyi
- Leptogenys darlingtoni
- Leptogenys dasygyna
- Leptogenys davydovi
- Leptogenys dentilobis
- Leptogenys diatra
- Leptogenys diminuta
- Leptogenys donisthorpei
- Leptogenys drepanon
- Leptogenys ebenina
- Leptogenys elegans
- Leptogenys elongata
- Leptogenys emeryi
- Leptogenys emiliae
- Leptogenys ergatogyna
- Leptogenys erythraea
- Leptogenys excellens
- Leptogenys excisa
- Leptogenys exigua
- Leptogenys exudans
- Leptogenys falcigera
- Leptogenys fallax
- Leptogenys famelica
- Leptogenys ferrarii
- Leptogenys foreli
- Leptogenys fortior
- Leptogenys foveopunctata
- Leptogenys fugax
- Leptogenys furtiva
- Leptogenys gagates
- Leptogenys gaigei
- Leptogenys gracilis
- Leptogenys grandidieri
- Leptogenys guianensis
- Leptogenys guineensis
- Leptogenys hackeri
- Leptogenys hanseni
- Leptogenys harmsi
- Leptogenys havilandi
- Leptogenys hebrideana
- Leptogenys hemioptica
- Leptogenys hodgsoni
- Leptogenys honduriana
- Leptogenys honoria
- Leptogenys humiliata
- Leptogenys hysterica
- Leptogenys iheringi
- Leptogenys imperatrix
- Leptogenys incisa
- Leptogenys indigatrix
- Leptogenys ingens
- Leptogenys intermedia
- Leptogenys intricata
- Leptogenys iridescens
- Leptogenys iridipennis
- Leptogenys jeanneli
- Leptogenys josephi
- Leptogenys karawaiewi
- Leptogenys keysseri
- Leptogenys khaura
- Leptogenys kitteli
- Leptogenys kraepelini
- Leptogenys langi
- Leptogenys leiothorax
- Leptogenys letilae
- Leptogenys linearis
- Leptogenys longensis
- Leptogenys longiceps
- Leptogenys longiscapa
- Leptogenys lucidula
- Leptogenys luederwaldti
- Leptogenys mactans
- Leptogenys magna
- Leptogenys manni
- Leptogenys mastax
- Leptogenys maxillosa
- Leptogenys melzeri
- Leptogenys meritans
- Leptogenys mexicana
- Leptogenys microps
- Leptogenys minchinii
- Leptogenys mjobergi
- Leptogenys modiglianii
- Leptogenys moelleri
- Leptogenys mucronata
- Leptogenys mutabilis
- Leptogenys myops
- Leptogenys navua
- Leptogenys nebra
- Leptogenys neutralis
- Leptogenys nitens
- Leptogenys nuserra
- Leptogenys occidentalis
- Leptogenys optica
- Leptogenys oresbia
- Leptogenys oswaldi
- Leptogenys papuana
- Leptogenys parvula
- Leptogenys pavesii
- Leptogenys peninsularis
- Leptogenys peringueyi
- Leptogenys peuqueti
- Leptogenys piroskae
- Leptogenys podenzanai
- Leptogenys pompiloides
- Leptogenys princeps
- Leptogenys processionalis
- Leptogenys pruinosa
- Leptogenys pubiceps
- Leptogenys punctata
- Leptogenys punctaticeps
- Leptogenys punctiventris
- Leptogenys purpurea
- Leptogenys pusilla
- Leptogenys quiriguana
- Leptogenys ravida
- Leptogenys regis
- Leptogenys ridens
- Leptogenys ritae
- Leptogenys roberti
- Leptogenys rouxi
- Leptogenys rufa
- Leptogenys rugosopunctata
- Leptogenys sagaris
- Leptogenys saussurei
- Leptogenys schwabi
- Leptogenys sjostedti
- Leptogenys spandax
- Leptogenys stenocheilos
- Leptogenys sterops
- Leptogenys strator
- Leptogenys striatidens
- Leptogenys stuhlmanni
- Leptogenys stygia
- Leptogenys sulcinoda
- Leptogenys terroni
- Leptogenys testacea
- Leptogenys titan
- Leptogenys tricosa
- Leptogenys triloba
- Leptogenys trilobata
- Leptogenys truncata
- Leptogenys truncatirostris
- Leptogenys turneri
- Leptogenys unistimulosa
- Leptogenys varicosa
- Leptogenys venatrix
- Leptogenys vindicis
- Leptogenys violacea
- Leptogenys vitiensis
- Leptogenys voeltzkowi
- Leptogenys vogeli
- Leptogenys watsoni
- Leptogenys wheeleri
- Leptogenys yerburyi
- Leptogenys zapyxis